# بخش ایون ال آتروس
بخش ایون ال آتروس یک منطقهٔ مسکونی در موریتانی است که در استان حوض غربی واقع شده‌است.